# 岡田美知代
岡田（永代） 美知代（おかだ（ながよ） みちよ、1885年（明治18年）4月15日 - 1968年（昭和43年）1月19日）は、明治期から昭和期の小説家、雑誌記者。田山花袋の小説『蒲団』のヒロイン、横山芳子のモデルとして知られる。

## 生涯
広島県甲奴郡上下町（現・府中市上下町）に、備後銀行頭取などを務めた地元の有力者であった岡田胖十郎の長女として生まれる。第一高等学校・明治大学で教鞭を取り、草創期の駿台高等豫備學校講師だった岡田實麿は兄。妹萬寿代は、北海道帝国大学教授や庄原市長を務めた八谷正義に嫁いだ。クリスチャンの家であった。
1898年（明治31年）9月神戸女学院に入学。佐々城信子が同時期に通っており、面識があった。1901年（明治34年）に日本組合基督教会神戸教会で受洗。博文館の雑誌「中学世界」に和歌や短文の投稿を始めるなど文学への志を深くしてゆき、1904年（明治37年）2月に退学して上京。1904年（明治37年）、花袋に入門し、4月女子英学塾（現・津田塾大学）予科に入学する。1905年（明治38年）5月、中山泰昌の紹介で永代静雄と文通を始める。7月に関西学院で開かれたYMCA夏期学校に静雄から誘いを受けて参加し、初めて面会する。上京の途次、静雄と京都で会い、膳所を遊覧するなどして親密な仲になる。静雄との関係が花袋に知れ、実家に報告されたために帰郷するが、9月に『蒲団』が発表され、スキャンダルの渦中に巻き込まれる。「新潮」に横山よし子の名義で「『蒲団』について」を発表する。
1908年（明治41年）、再上京して兄・實麿の家に住む。9月に静雄との間の子を妊娠したことが判明したため、中山泰昌が手を回して千葉県本納町で雲隠れをする。牛込区原町に新居を構え、長女千鶴子を儲ける。1909年（明治42年）1月田山家の養女として静雄と結婚。永代美知代名義で『少女世界』などに小説を発表するようになる。
11月いったん静雄と別れ、千鶴子を連れて田山家に戻る。その後同門の水野仙子と初台で同居。翌年4月再び静雄とともに富山市へ移り、いくつかの短篇を雑誌に発表する。花袋の『妻』、『縁』にも登場する。『スバル』に寄せた「ある女の手紙」は花袋への意趣返しの意味を持つ美知代の作品である。1911年（明治44年）3月長男太刀男出産。6月に千鶴子が脳膜炎で死去したため、夫婦で別府温泉に傷心旅行に行き、学生時代の田中純に出会う。1912年（大正元年）頃から神近市子と親交を結ぶ。『少女世界』をはじめとした少女向け雑誌に、少女小説や童話を多く書く。夫婦仲は良くなく、読売新聞のゴシップ記事が出たり、『備後の山中』を発表した花袋と再び険悪になったりした。
1917年（大正6年）、初めて永代家の籍に入る。1923年（大正12年）、ストウ夫人『アンクル・トムの小屋』の初の日本語完訳『奴隷トム』を出版。
1926年（大正15年）、静雄と別れ、「主婦之友」記者として太刀男を連れて渡米。現地で佐賀県出身の花田小太郎と再婚するが、太刀男が結核に罹患して1927年（昭和2年）に単身帰国し、静雄に引き取られる。太刀男は1932年（昭和7年）に数え22歳で夭折。両親も亡くなるが、滞米中だった美知代はみな死に目に会うことができなかった。1941年（昭和16年）に第二次世界大戦により花田とともに帰国。親族のいた広島市観音町や、実妹萬寿代の嫁ぎ先の庄原市に住んだ。晩年は英語を学びながら、花袋についての回顧も書き続けていた。1968年（昭和43年）、老衰で死去。83歳。
岡田美知代の生家は上下歴史文化資料館となっている。

## 発表作品（永代美知代名義）
- 1908年（明治41年）2月「紋附」文章世界　臨時増刊4　新詩文
- 同年4月「老嬢」文章世界
- 1910年（明治43年）9月「ある女の手紙」スバル
- 同年10月「里子」スバル
- 同年12月「一銭銅貨」中央公論
- 同月「岡澤の家」ホトトギス
- 1911年（明治44年）4月「清のぐるり」ホトトギス
- 1913年（大正2年）9月「冷い顔」婦人評論
- 1914年（大正3年）1月「郷里のをんな」婦人評論
- 同年6月「蛙鳴く声」新小説
- 1915年（大正4年）12月「秋立つ頃」希望
- 1958年（昭和33年）7月「花袋の「蒲団」と私」婦人朝日（『日本文学研究資料叢書 自然主義文学』に所収）